# Дивизия «Акуи»
Дивизия «Акуи» (итал. Divisione "Acqui") — тактическое соединение (механизированная дивизия) сухопутных войск Италии. С 5 июля 2016 года включает в себя бригады «Гарибальди», «Пинероло», «Сассари», «Гренадеры Сардинии» и «Аоста». Штаб дивизии базируется в Казармах «Антонио Кавальери» в Сан-Джорджо-а-Кремано, область Кампания. На дивизию возложена задача обеспечивать безопасность внутри страны и за её пределами.

## История
История дивизии берёт начало 25 октября 1831 года, когда была создана бригада «Акуи» (Brigata Acqui), которая в свою очередь восходит к Полку Депорта, сформированного в 1703 году в Сардинском Королевстве.
После участия в Первой мировой войне бригада была распущена 15 октября 1926 года и восстановлена в августе 1939 года в виде 33-й пехотной дивизии «Акуи». 33-я пд размещалась в Пьемонте, Албании, пока в конце концов не была переведена на несение гарнизонной службы на Ионических островах.

## Структура 2016
- Дивизия «Акуи» (Divisione «Acqui»)
- Полк тылового обеспечения (Reggimento comando e supporto logistico «Acqui»), Неаполь, область Кампания
  -  Берсальерская бригада «Гарибальди» (Brigata bersaglieri «Garibaldi»), Казерта, область Кампания[4]
    - Отдел управления и связи (Reparto comando e supporti tattici «Garibaldi»), Казерта, область Кампания
    - 19-й полк «Кавалерийские проводники» (Reggimento «Cavalleggeri Guide» (19º)), Салерно, область Кампания, оснащение: Centauro, Puma
    - 4-й танковый полк (4º Reggimento carri), Персано, область Кампания, оснащение: танки Ариете
    - 1-й берсальерский полк (1º Reggimento bersaglieri), Козенца, область Калабрия, оснащение: БМП Дардо
    - 8-й берсальерский полк (8º Reggimento bersaglieri), Казерта, область Кампания, оснащение: БМП Дардо
    - 8-й самоходный артиллерийский полк «Пасубио» (8º Reggimento artiglieria terrestre (semovente) «Pasubio»), Персано, область Кампания, оснащение: САУ PzH 2000
    - 21-й инженерно-сапёрный полк (21º Reggimento genio guastatori), Казерта, область Кампания
    - Полк тылового обеспечения (Reggimento logistico «Garibaldi»), Персано, область Кампания

-  Механизированная бригада «Пинероло» (Brigata Meccanizzata «Pinerolo»), Бари, область Апулия

- Отдел управления и связи (Reparto comando e supporti tattici «Pinerolo»), Бари, область Апулия
- Полк «Кавалеристы Лоди» (15-й) (Reggimento «Cavalleggeri di Lodi» (15º)), Лечче, область Апулия, оснащение: Centauro
- 7-й берсальерский полк (7º Reggimento bersaglieri), Альтамура, область Апулия, оснащение: Фреччиа
- 9-й пехотный полк «Бари» (9º Reggimento fanteria «Bari»), Трани, область Апулия, оснащение: Фреччиа
- 82-й пехотный полк «Торино» (82º Reggimento fanteria «Torino»), Барлетта, область Апулия, оснащение: Фреччиа
- 21-й артиллерийский полк «Триесте» (21º Reggimento artiglieria terrestre «Trieste»), Фоджа, область Апулия, оснащение: FH70
- 11-й инженерный-сапёрный полк (11º Reggimento genio guastatori), Фоджа, область Апулия
- Полк тылового обеспечения (Reggimento logistico «Pinerolo»), Бари, область Апулия

-  Механизированная бригада «Аоста» (Brigata meccanizzata «Aosta»), Мессина, область Сицилия

- Отдел управления и связи (Reparto comando e supporti tattici «Aosta»), Мессина, область Сицилия
- 6-й полк «Уланы Аосты» (Reggimento «Lancieri di Aosta» (6º)), Палермо, область Сицилия, оснащение: Centauro, Puma
- 5-й пехотный полк «Аоста» (5º Reggimento fanteria «Aosta»), Мессина, область Сицилия, оснащение: Фреччиа
- 6-й берсальерский полк (6º Reggimento bersaglieri), Трапани, область Сицилия, оснащение: Фреччиа
- 62-й пехотный полк «Сицилия» (62º Reggimento fanteria «Sicilia»), Катания, область Сицилия, оснащение: Фреччиа
- 24-й артиллерийский полк «Пелоритани» (24º Reggimento artiglieria terrestre «Peloritani»), Мессина, область Сицилия, оснащение: гаубицы FH70
- 4-й инженерно-сапёрный полк (4º Reggimento genio guastatori), Палермо, область Сицилия
- Полк тылового обеспечения(Reggimento logistico «Aosta»), Палермо, область Сицилия

-  Механизированная бригада «Сассари» ( Brigata Meccanizzata «Sassari» ), Сассари, область Сардиния

- Отдел управления и связи (Reparto comando e supporti tattici «Sassari»), Сассари, область Сардиния
- 3-й берсальерский полк (3º Reggimento bersaglieri), Теулада, область Сардиния, оснащение: Фреччиа
- 151-й пехотный полк «Сассари» (151º Reggimento fanteria «Sassari»), Кальяри, область Сардиния, оснащение: Фреччиа
- 152-й пехотный полк «Сассари» (152º Reggimento fanteria «Sassari»), Сассари, область Сардиния, оснащение: Фреччиа
- 5-й инжерно-сапёрный полк (5º Reggimento genio guastatori), Макомер, область Сардиния
- Полк тылового обеспечения (Reggimento logistico «Sassari»), Кальяри, область Сардиния

-  Механизированная бригада «Гренадеры Сардинии» (Brigata Meccanizzata «Granatieri di Sardegna»), Рим, область Лацио

- Отдел управления и связи (Reparto comando e supporti tattici Granatieri di Sardegna), Рим, область Лацио
- 8-й полк «Уланы Монтебелло» (Reggimento Lancieri di Montebello (8°)), Рим, область Лацио, оснащение: колёсный танк Чентауро
- 1-й пехотный полк «Гренадеры Сардинии» (1º Reggimento Granatieri di Sardegna), Рим, область Лацио, оснащение: БМП Дардо
- 2-й пехотный полк «Гренадеры Сардинии» (2º Reggimento Granatieri di Sardegna), Сполето, область Умбрия, оснащение: БМП Дардо

## Галерея

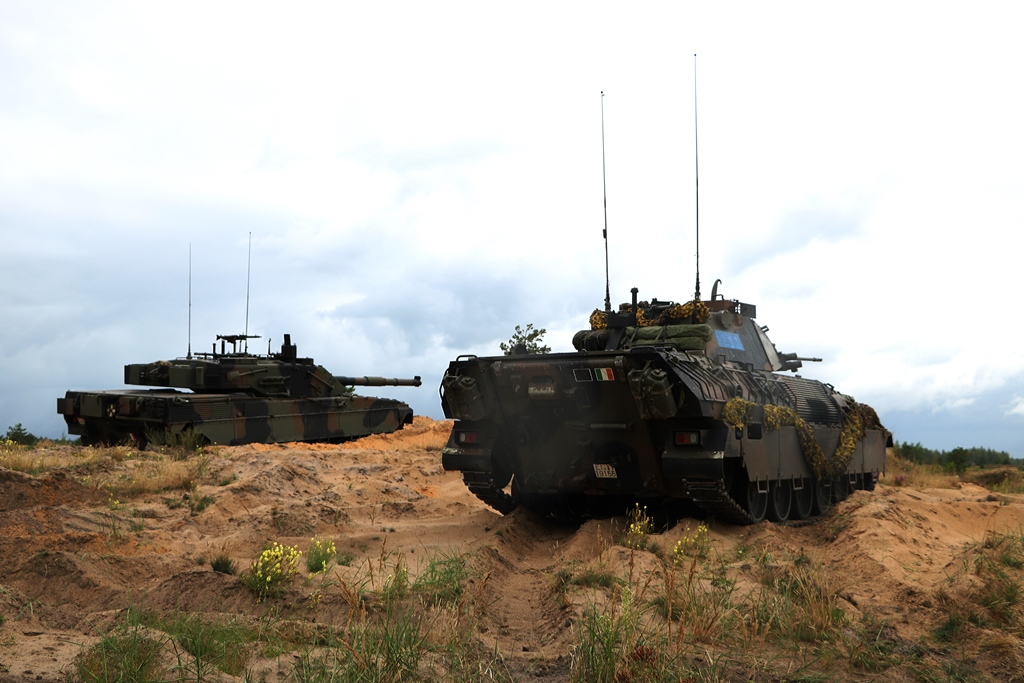
Танк «Ариете» 4-го танкового полка и БМП «Дардо» 1-го берсальерского полка бригады «Гарибальди» в Латвии. 30 июля 2019 года.
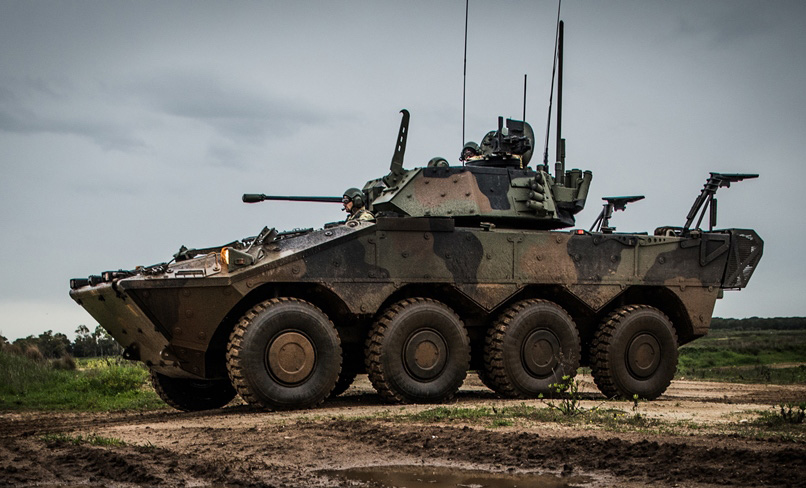
Колёсная БМП «Фреччия» бригады «Пинероло». 21 марта 2018 года.
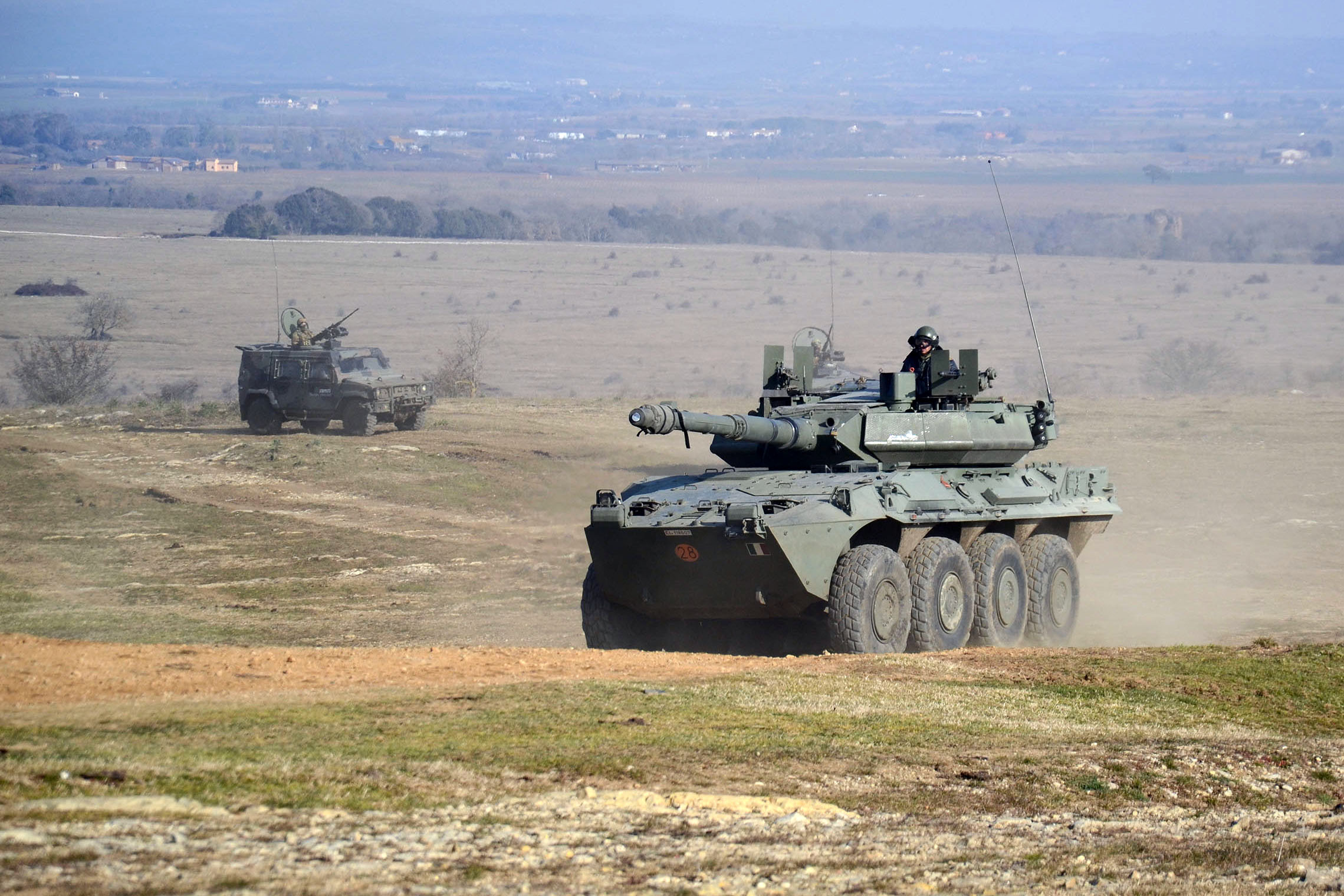
Колёсный танк «Чентауро» 8-го полка «Уланы Монтебелло» бригады «Гренадеры Сардинии». 24 июня 2019 года.
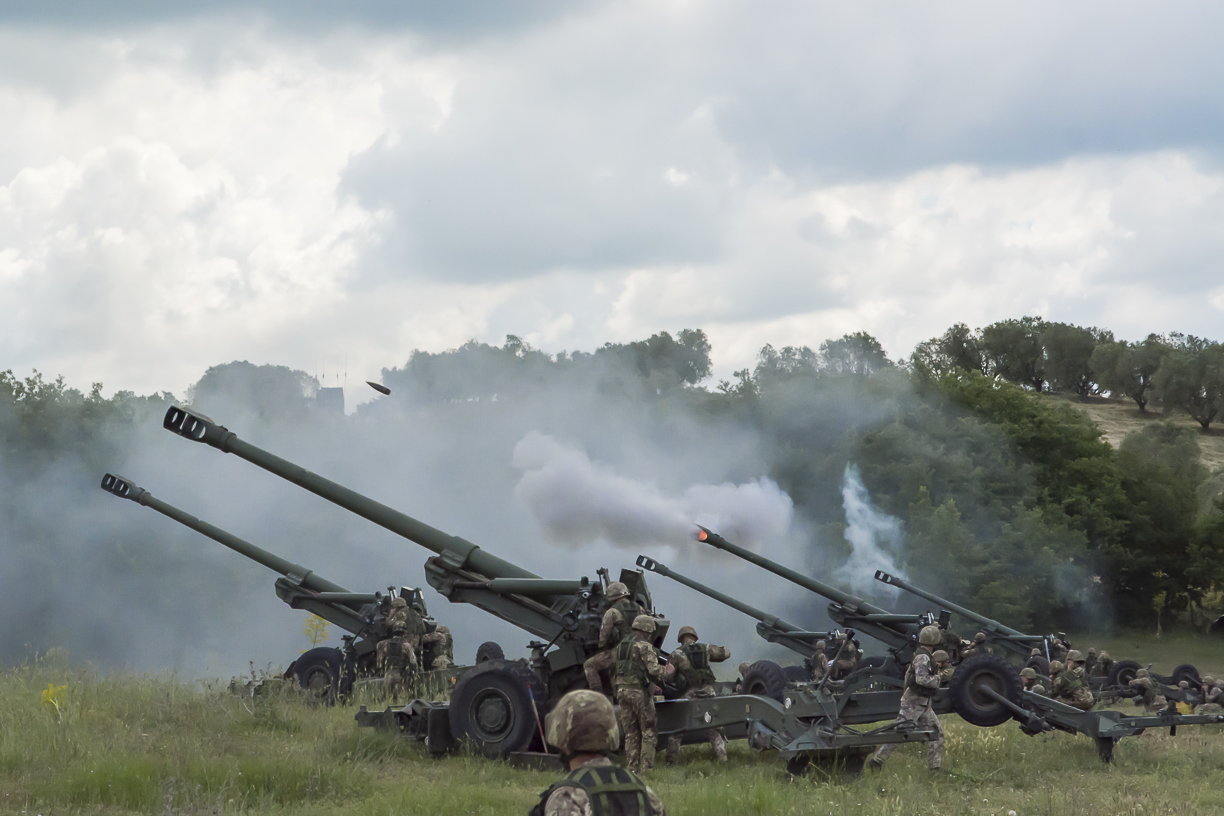
Гаубицы FH70 бригады «Пинероло». 24 июня 2019 года.